# Издебский, Владимир Алексеевич
Владимир Алексеевич Издебский (1882, Киев — 1965, Нью-Йорк) — скульптор, художник, один из основателей театра-кабаре сатирической миниатюры «Зеленый попугай» (1910), драматического театра в зале «Гармония» (1913) в Одессе, журналист, художественный критик, издатель и предприниматель. Большое значение имели организованные им в 1909—1911 годах международные художественные выставки, известные как «Салоны» Издебского.

## Биография
Родился Издебский в Киеве 22 мая 1882 года по старому стилю. По отцу имел польские аристократические корни, поэтому семья, участвовавшая в восстании против царских властей, оказалась в ссылке на Украине.
Издебский был прежде всего профессиональным скульптором и художником. Он брал уроки скульптуры сначала у частного преподавателя, посещал художественную школу в Одессе, затем в 1897 году он стал студентом-скульптором в Обществе изящных искусств в Одессе и в 1898 году принимал участие в студенческой выставке с двумя скульптурами, «Солон» и «Купидон».
В 1904 году окончил Одесскую художественную школу. Жил с матерью, продолжая заниматься скульптурой. Во время одесских погромов 1905 года участвовал в помощи раненым и был арестован по политической неблагонадёжности. Около года провёл в тюрьме, а затем был отправлен в ссылку, и только благодаря усилиям влиятельного друга семьи, ему удалось уехать на Запад, где он и получил представление о современном искусстве.
Жил в Швейцарии, Франции, Германии. В Женеве Издебский вступил в партию эсеров. В Париже познакомился и подружился с Огюстом Роденом, посетил ряд частных школ. Работая в Мюнхене (1905—1909), Владимир Издебский сблизился с Василием Кандинским. В этот период у него и появилась мысль представить отечественной публике последние направления в искусстве.

#### Эмиграция
Несмотря на общественный резонанс обеих выставок, Издебский понёс убытки в размере 5000 рублей. Он пробовал себя также в других видах искусства — в 1910 году основал в Одессе кабаре «Зеленый попугай», в 1913 году — драматический театр совместно с живописцем Михаилом Гершенфельдом, но также не имел успеха.
В том же 1913 г. уехал в Европу, жил в Париже. В 1940 г., после захвата Парижа немцами, перебрался в США.
С 1925 по 1942 год Владимир Издебский не занимался собственным творчеством — сначала он глубоко переживал последствия Первой мировой войны и победу большевизма, затем его преследовали материальные трудности. К скульптуре он вернулся только в 1942 году в Нью-Йорке. Он много работал как скульптор, живописец и график, но при жизни признания не добился. Были организованы две персональные выставки, одна из них — за шесть дней до его смерти 20 августа 1965 года.
Скончался 20 августа 1965 года в возрасте 84 лет.

## Семья
От внебрачной связи с химиком Евгенией Утевской родилась дочь Паола Утевская (1911—2001), в дальнейшем — украинская детская писательница, автор мемуаров о Викторе Некрасове, с которым дружила. Брак был невозможен из-за разного вероисповедания (Евгения была еврейкой).
Женился в Париже. Жена — Галина Станиславовна Издебская (Урождённая Гусарская; 1893, Варшава —1955, Нью-Йорк), литератор, переводчик, сын — Витольд Издебский (1918, Петроград — 29.11.1949), главный переводчик при Верховном комиссариате США в Германии, погиб в автомобильной катастрофе. Дочь — Галина Владимировна Издебская-Причард.

## Салоны

#### Первый салон
Первый Салон был открыт в Одессе в период с 4 декабря 1909 по 24 января 1910 года, на выставке было представлено более 700 работ около 150 российских и зарубежных художников разных направлений, с уклоном в сторону новейших течений — реалисты, импрессионисты, фовисты, кубисты. Помимо представления художественных работ, зрителям были предложены лекции по основам современного искусства, а также давались концерты современной музыки. После Одессы выставка переехала в Киев (с 13 февраля по 14 марта), затем в Санкт-Петербург (с 19 апреля по 25 мая) и Ригу (с 12 июня по 7 июля). Салон вызвал крайне противоречивые отклики; противники, среди которых был, например, Илья Репин, использовали самые нелестные эпитеты и устраивали публичные скандалы

##### Русские художники (были представлены отдельно)
- Владимир Бехтеев
- Василий Кандинский
- Алексей фон Явленский
- Марианна Веревкина
- Александра Экстер
- Давид и Владимир Бурлюки
- Аристарх Лентулов
- Илья Машков
- Михаил Матюшин и другие.

##### Работы

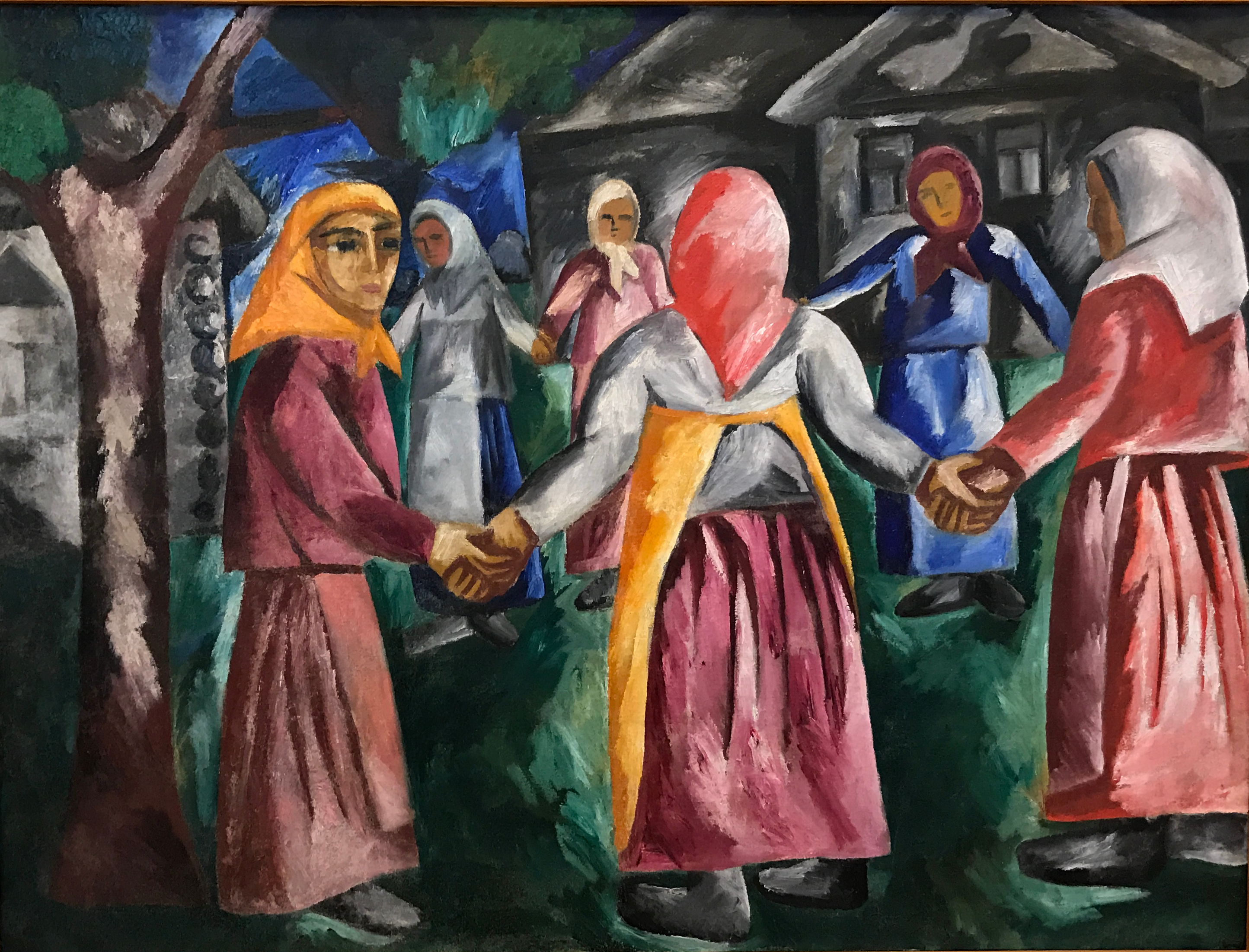
Хоровод, Наталья Гончарова, 1910
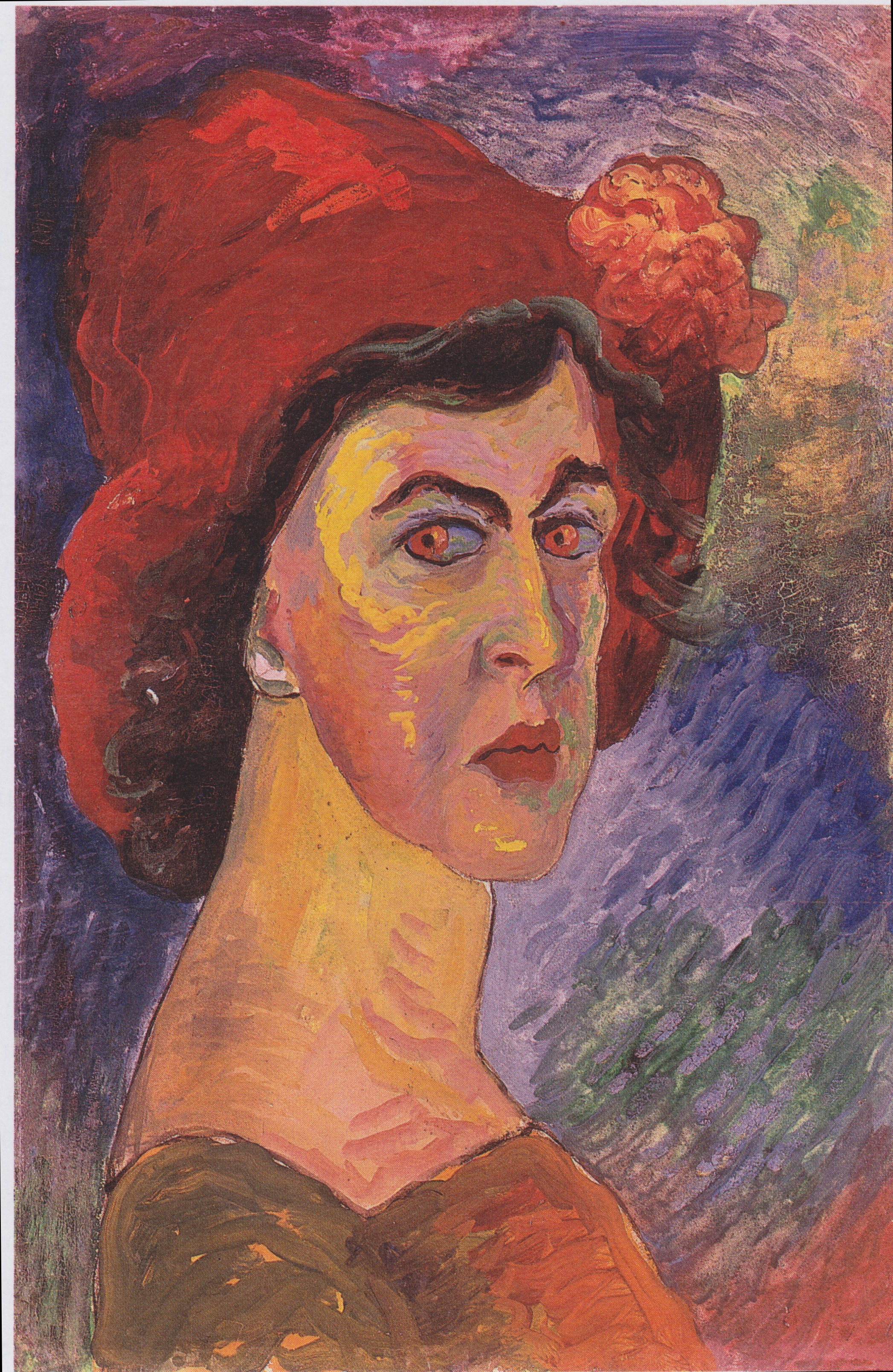
Автопортрет, Марианна Веревкина, 1910

##### Зарубежные художники
- Морис Дени
- Феликс Валлотон
- Кес ван Донген
- Анри Матисс
- Андре Дерен
- Альбер Марке
- Жорж Брак
- Пьер Боннар
- Жорж Руо
- Джакомо Балла
- Анри Ле Фоконье и другие[14].

#### Второй салон
Второй Салон проходил в 1911 году: сначала в Одессе (с 6 февраля по 3 апреля), затем переехал в Николаев (с 11 апреля по 1 мая) и Херсон (с 13 по 31 мая). На этот раз экспонировалось более 400 работ 57 художников из России и их соотечественников из Германии (Мюнхена).
Художники левых течений были представлены значительным количеством работ (не менее половины выставки): Давид Бурлюк — 26, Владимир Бурлюк — 12, Наталья Гончарова — 24, Михаил Ларионов — 22, Илья Машков — 17, Пётр Кончаловский — 15, Роберт Фальк — 15, Аристарх Лентулов — 9, Владимир Татлин — 9, Николай Кульбин — 8, Георгий Якулов — 6, Александра Экстер — 6, Алексей Явленский — 6,
Александр Куприн — 6. Отдельно необходимо выделить Василия Кандинского, с которым Издебский сблизился в Мюнхене, — на выставке было представлено 54 его работы. На обложке каталога второго Салона была именно его работа, кроме того, в каталоге была напечатана программная статья Кандинского «Содержание и форма».

## Наследие и память
Работы Издебского в настоящее время хранятся в Русском музее. Дочь, Галина Владимировна Издебская-Причард, в начале 1990-х передала Русскому музею около 200 скульптур, рисунков, живописных рельефов своего отца.
В 2005 году в Русском музее состоялась персональная выставка Владимира Издебского, на которой были представлены скульптурные работы, живопись и графика.